# Henrik Flåtnes
Henrik Flåtnes (* 26. Dezember 2001) ist ein norwegischer Leichtathlet, der im Weit- und Dreisprung an den Start geht.

## Sportliche Laufbahn
Erste internationale Erfahrungen sammelte Henrik Flåtnes im Jahr 2017, als er beim Europäischen Olympischen Jugendfestival (EYOF) in Győr mit einer Weite von 6,89 m die Bronzemedaille im Weitsprung gewann und im Dreisprung mit 14,09 m den siebten Platz belegte. Im Jahr darauf erreichte er bei den U18-Europameisterschaften ebendort mit 14,59 m Rang sieben im Dreisprung und wurde im Weitsprung mit 6,67 m Elfter. Zudem schied er mit der norwegischen Sprintstaffel (1000 Meter) mit 1:59,58 m in der Vorrunde aus. 2019 belegte er bei den U20-Europameisterschaften in Borås mit einer Weite von 7,19 m den siebten Platz und 2021 gewann er bei den U23-Europameisterschaften in Tallinn mit 7,95 m die Silbermedaille im Weitsprung hinter dem Schweizer Simon Ehammer. Im Jahr darauf belegte er bei den Europameisterschaften in München mit 7,83 m den sechsten Platz. 2023 verpasste er bei den Halleneuropameisterschaften in Istanbul mit 7,55 m den Finaleinzug. Im Juli siegte er mit 7,96 m bei den U23-Europameisterschaften in Espoo im Weitsprung und belegte im Dreisprung mit 15,97 m den sechsten Platz. Im Jahr darauf schied er bei den Europameisterschaften in Rom mit 7,58 m in der Vorrunde im Weitsprung aus. 2025 wurde er bei der 2. Liga der Team-Europameisterschaft in Maribor mit 7,74 m Dritter im Weitsprung und gelangte im Dreisprung mit 15,91 m auf Rang vier. Anschließend belegte er bei den World University Games in Bochum mit 15,73 m den achten Platz im Dreisprung und wurde im Weitsprung mit 7,58 m Neunter.
In den Jahren 2018, 2020 und 2022 wurde Flåtnes norwegischer Meister im Weitsprung sowie 2019, 2020 und 2022 im Dreisprung. Zudem wurde er 2019, 2022 und 2023 Hallenmeister im Weitsprung sowie 2022, 2023 und 2025 auch im Dreisprung.

## Persönliche Bestleistungen
- Weitsprung: 7,96 m (+1,3 m/s), 14. Juli 2023 in Espoo
- Dreisprung: 16,09 m (0,0 m/s), 1. Juni 2025 in Essen